# Vigano San Martino

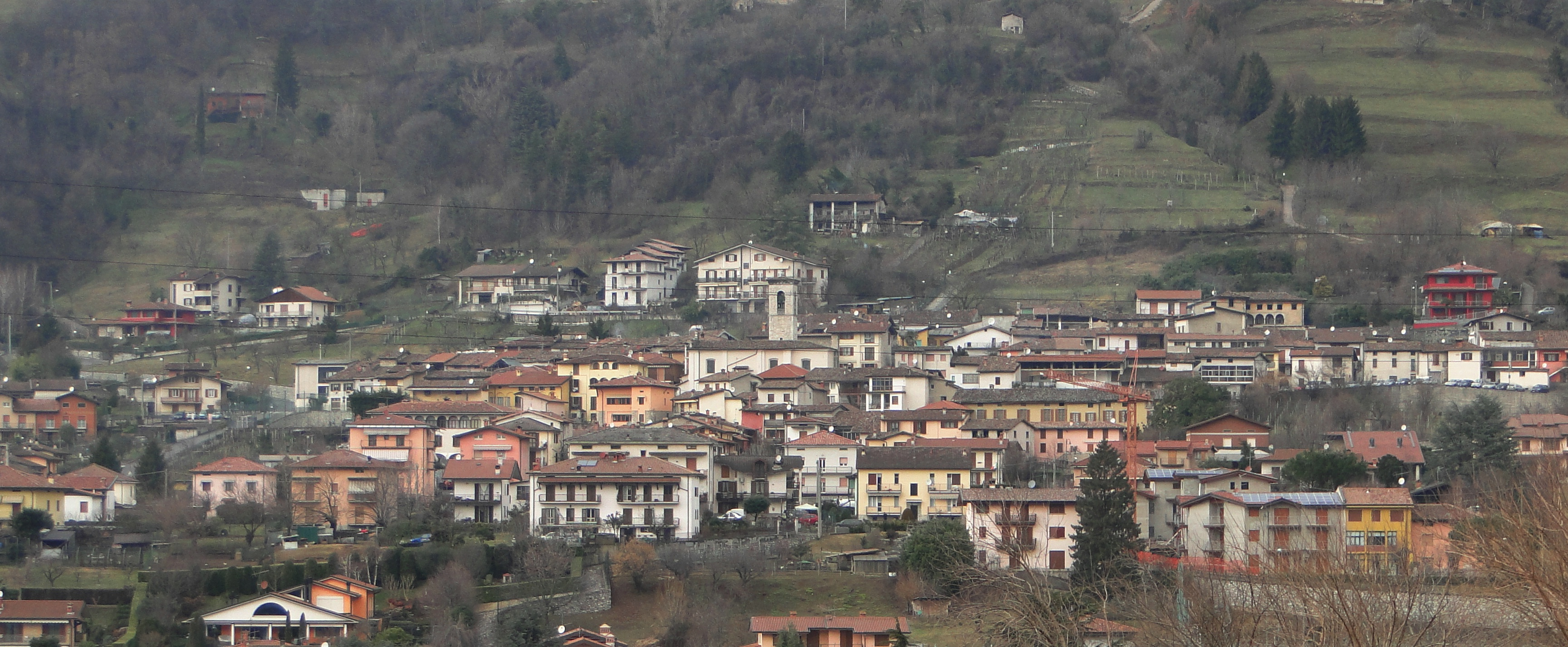
Panorama von Vigano San Martino

Vigano San Martino ist eine norditalienische Gemeinde (comune) mit 1329 Einwohnern (Stand 31. Dezember 2023) in der Provinz Bergamo in der Lombardei. Die Gemeinde, die im Val Cavallina liegt, wird von der Strada Statale 42 und von dem Fluss Cherio durchquert. Vigano San Martino liegt etwa 23 Kilometer ostnordöstlich von der Provinzhauptstadt Bergamo entfernt.
Von 1928 bis 1947 war sie gemeinsam mit Berzo San Fermo, Borgo di Terzo und Grone zur Gemeinde Borgounito vereinigt.